# نمودار اسمیت

یک نمودار اسمیت (بدون هیچ داده‌ی رسم شده)

نمودار اسمیت یک منحنی ترسیمی از توابع نرمالیزه‌ی مقاومت و راکتانس در صفحه‌ی ضریب بازتاب است که برای مهندسی برق خصوصاً مهندسی مخابرات برای حل راحت‌تر (بدون استفاده از محاسبات خسته‌کننده‌ی اعداد مختلط) مسائلی مثل خطوط انتقال و تطبیق امپدانس توسط فیلیپ هگر اسمیت(1905–1987) ابداع شده‌است.

## محاسبات ریاضی

### مقاومت و امپدانس واقعی و نرمالیزه
یک خط انتقال با امپدانس مشخصه‌ی {\displaystyle Z_{0}\,} و عموماً با ادمیتانس مشخصه‌ی {\displaystyle Y_{0}\,} به طوری که
{\displaystyle Y_{0}={\frac {1}{Z_{0}}}\,}
بینشان برقراراست.
برای نرمالیزه کردن هر امپدانسی {\displaystyle Z_{T}\,} که واحدش اهم باشد، می‌توان با
{\displaystyle z_{T}={\frac {Z_{T}}{Z_{0}}}\,}
که امپدانس نرمالیزه را با حرف کوچک z و زیروند T نشان می‌دهند.
و مشابهاً برای نرمالیزه کردن هر ادمیتانس نیز 
{\displaystyle y_{T}={\frac {Y_{T}}{Y_{0}}}\,}
را داریم.
یکای امپدانس در دستگاه بین‌المللی یکاها، اهم می‌باشد که با حرف بزرگ یونانی امگا (Ω) نمایش داده می‌شود. یکای ادمیتانس نیز در دستگاه بین‌المللی یکاها زیمنس یا مهو می‌باشد که با حرف بزرگ لاتین S یا امگای برعکس (℧) نمایش می‌دهند. امپدانس و ادمیتانس نرمالیزه بدون یکا می‌باشند. باید قبل از استفاده کردن از امپدانس‌ها و ادمیتانس‌های واقعی روی نمودار اسمیت نرمالیزه شوند. پس از بدست آوردن جواب از روی نمودار اسمیت آن را دِنرمالیزه می‌کنیم تا امپدانس و ادمیتانس واقعی بدست آید.

### نمودار اسمیت امپدانس نرمالیزه
با توجه به قضیه‌ی خطوط انتقال، اگر خط انتقال ختم شده به یک بار ({\displaystyle Z_{T}\,}) که با امپدانس مشخصه‌ی خط انتقال ({\displaystyle Z_{0}\,}) متفاوت است که یک موج ساکن در خط از امواج منتجه عبوری ({\displaystyle V_{F}\,}) و انعکاسی ({\displaystyle Z_{0}\,}) تشکیل می‌شود. با استفاده از نماد گذاری نمایی مختلط داریم:
{\displaystyle V_{F}=A\exp(j\omega t)\exp(-\gamma l)\,}
و
{\displaystyle V_{R}=B\exp(j\omega t)\exp(\gamma l)\,}